# Kilcrea Castle
Kilcrea Castle (irisch: Caisleán Chill Chré) ist die Ruine eines Tower House mit Einfriedung aus dem 15. Jahrhundert westlich der Abtei Kilcrea beim Dorf Ovens im irischen County Cork. Die Ruinen sind größtenteils im hohen Dickicht verborgen.
Anders als die Abtei, die dem National Monuments Service of Ireland gehört und von ihm unterhalten wird, befinden sich die Ruinen der Burg auf Privatgelände, das zurzeit für die Rinderzucht genutzt wird. Die Burg wurde von der Grafschaftsverwaltung Cork als Protected Structure gelistet.

## Geschichte
Die Burg wurde 1465 für Cormac Láidir Mór (oder More), Clanchef der McCarthys und Erbauer von Blarney Castle und Carrignamuck Tower House, auf einem sumpfigen Gelände über einem alten Fort, möglicherweise aus der Bronzezeit, gebaut.
Mitte des 19. Jahrhunderts wurde ein Streckenabschnitt der heute aufgelassenen Eisenbahnstrecke Cork–Macroom an der Nordseite durch den Burggraben gebaut.

## Beschreibung
Das Gebäude ist nach Norden (zum River Bride hin) ausgerichtet. Das Tower House mit fünf Stockwerken befindet sich auf der Westseite, die Einfriedung auf der Ostseite, in Richtung der Abtei. Die Überreste eines dreistöckigen Turms liegen in der Südostecke der Einfriedung. Quellen aus den 1840er-Jahren erwähnen, dass die Einfriedung von zwei Türmen mit quadratischem Grundriss eingeschlossen waren, aber alle Reste eines zweiten Turms auf der Einfriedung haben sich heute im Gestrüpp verloren.

## Galeriebilder

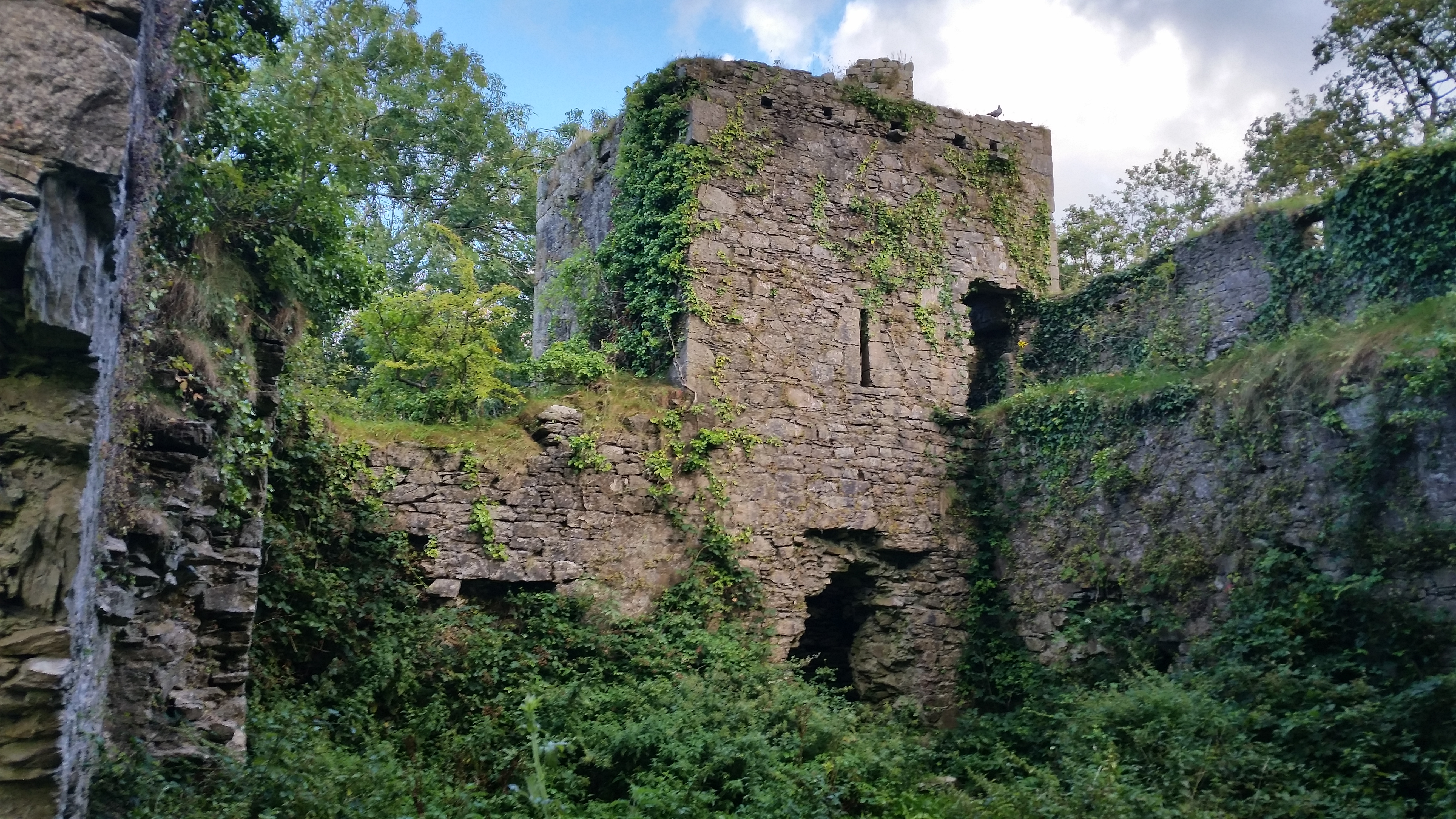
Innenhof
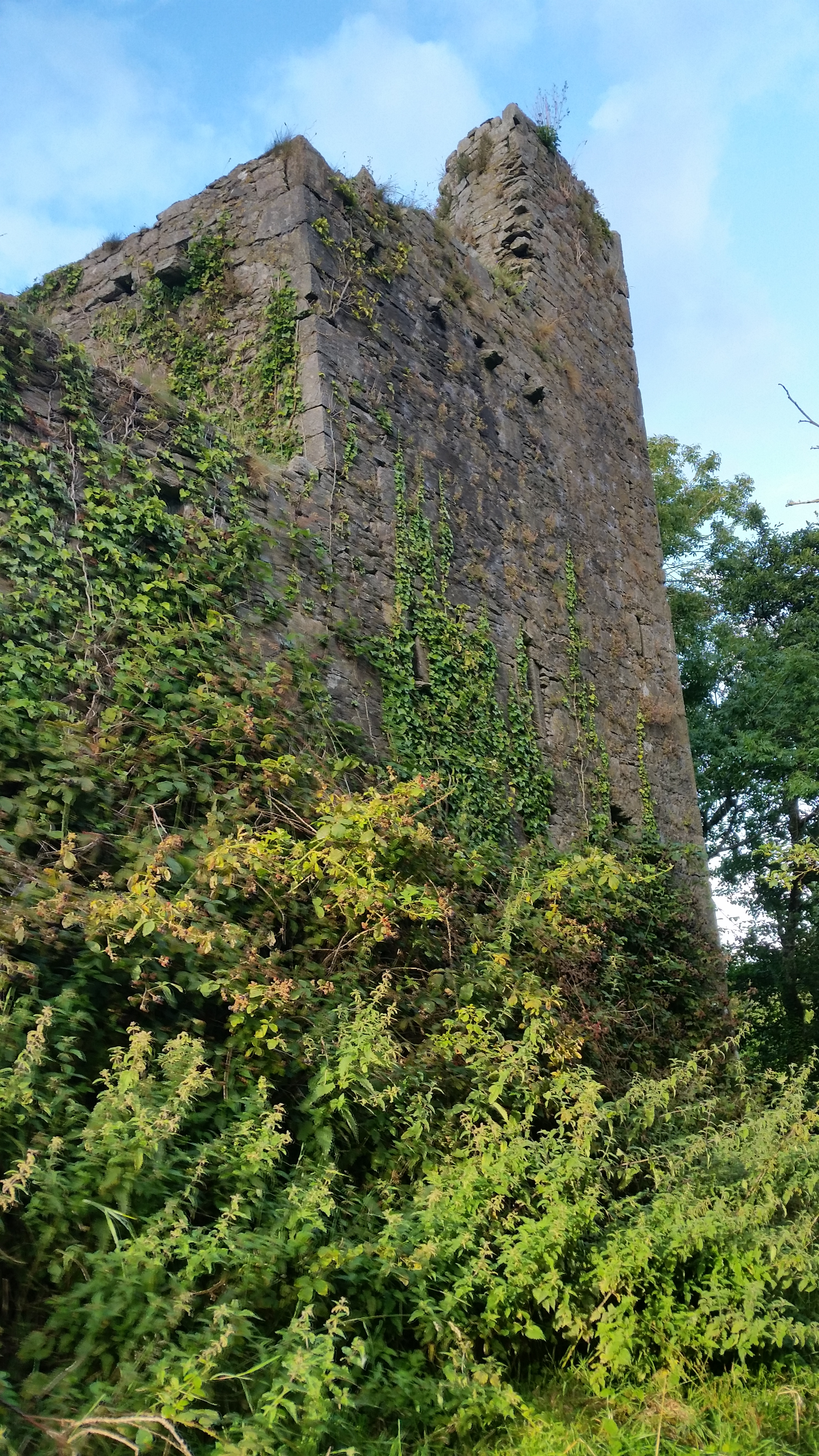
Südostturm
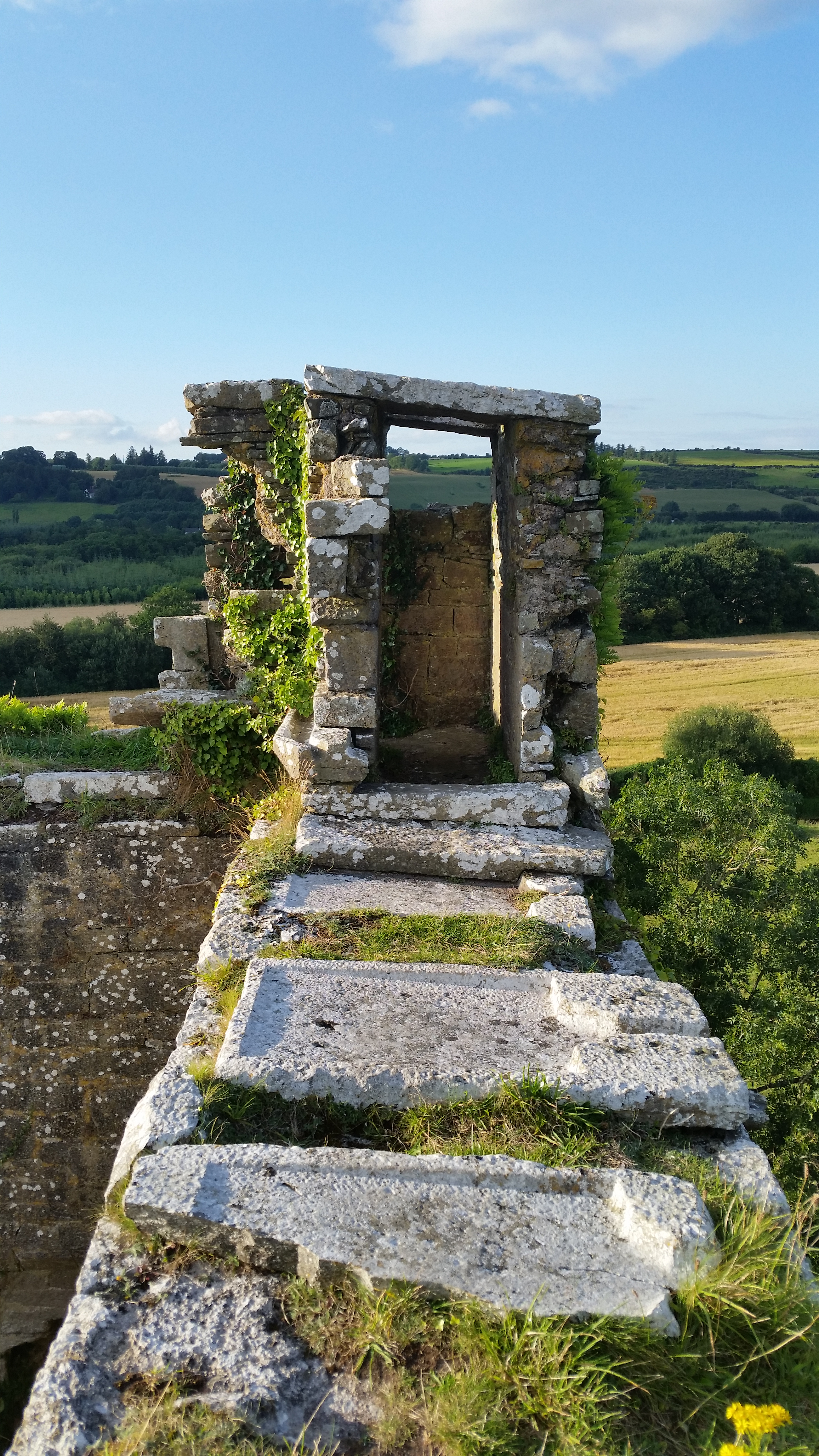
Wehrgang